# Tristaniopsis
Tristaniopsis es un género de 40 especies de arbustos y árboles pertenecientes a la familia Myrtaceae. Tienen una amplia distribución, llegando a Burma, Tailandia, Malasia, Nueva Caledonia y Australia.

## Especies seleccionadas
- Tristaniopsis lucida
- Tristaniopsis macphersonii
- Tristaniopsis minutiflora
- Tristaniopsis polyandra
- Tristaniopsis reticulata
- Tristaniopsis vieillardii
- Tristaniopsis yateensis

### Especies australianas
Hay tres especies endémicas de Australia:
- Tristaniopsis collina
- Tristaniopsis exiliflora
- Tristaniopsis laurina

En un principio formaban parte del género Tristania siendo conocidas como "gomas de agua", "gomas de río" o "kanukas".